# Gare de Birkenstein
La gare de Birkenstein est une gare ferroviaire allemande située à Hoppegarten dans le Land de Brandebourg. Elle est desservie par les trains de la ligne 5 du S-Bahn de Berlin.

## Situation ferroviaire
La gare se trouve sur l'ancienne ligne de Prusse-Orientale.